# Chorale (Sänger)
Ein Chorale ist in der älteren Kirchensprache ein Knabe oder junger Mann, der beim liturgischen Chorgesang einer Dom- oder Stiftskirche mitwirkt. Der Ausdruck kommt von lat. [cantores] chorales – „Chorsänger“. Am gebräuchlichsten war der Begriff Domchoralen, der die Sänger des Kathedralchors bezeichnete; gelegentlich war auch von Stiftschoralen die Rede. Die Sänger lebten in der Regel gemeinschaftlich im Bereich der Domfreiheit.